# مارکو موسلین
مارکو موسلین (انگلیسی: Marko Muslin؛ زادهٔ ۱۷ ژوئن ۱۹۸۵) بازیکن فوتبال اهل فرانسه است.
از باشگاه‌هایی که در آن بازی کرده‌است می‌توان به باشگاه فوتبال لوکوموتیو صوفیه، آ.اس موناکو، باشگاه فوتبال ویلم دوم، باشگاه فوتبال ستاره سرخ بلگراد، باشگاه فوتبال لوزان-اسپورت، باشگاه فوتبال نیس، و باشگاه فوتبال لیرسه اشاره کرد.